# Ehrenfried Pfeiffer
Ehrenfried Pfeiffer (München, 1899. február 19. – Spring Valley, New York, 1961. november 30.), német kémikus, biokémikus, antropozófus.

## Élete
Ötéves korában meghalt apja, ezután Nürnbergbe költöztek, nagyapjához, aki patikus volt. Ehrenfried tizennégy éves korában anyja újból férjhez ment. Pfeiffer az első világháború alatt nevelőapja munkahelyén, a Bosch Műveknél dolgozott, Stuttgartban. 1919-ben ott hallgatta először Rudolf Steiner előadását a társadalmi organizmus hármas tagozódásáról.
Még ugyanannak az évnek karácsonyán Pfeiffer Dornachba, az antropozófia központjába utazott.
1920-ban, 21 éves korában letelepedett Dornachban, ahol Steiner személyes tanítványa lett.
Pfeiffer speciális világítástechnikát dolgozott ki a dornachi Goetheanum euritmia bemutatóihoz.
A bázeli egyetemen Steiner felkérésére kémiát tanult, 1922-ben már saját laboratóriuma lett.
1925-ben (Erica Sabarth-al) kifejlesztett egy réz-klorid kristályosítási (Kupferchloridkristallisation) metódust, melynek segítségével a vérképből rákos sejteket lehet diagnosztizálni.
1926-ban, 28 éves kora küszöbén a hollandiai Loverendale-ben biodinamikus farmot alapított Willem Zeylmans van Emmichovennel.
1939-ben körutat tett a Közel-Kelet ősi misztériumhelyein. Még ebben az évben a Hahnemann Medical College vette fel tagjai közé rákkutatási eredményeiért. 1940-ben Pfeiffer emigrált az Amerikai Egyesült Államokba.
1942-ben, az Egyesült Államok hadbalépése után (németként) hirtelen nemkívánatos személyiség lett.
Egy farmon dolgozott; súlyosan megbetegedett, két évig küzdött gümőkórával.
1956-ban a biokémia professzora lett.
1961. november 24-én, a New York állambeli Spring Valley-ben szívpanaszai támadtak, és egy héten belül, 30-án Ehrenfried Pfeiffer meghalt.

## Művei
- The Fair Garden Plot: Concise Guidance for Growing One’s Own Vegetables, Rudolf Steiner Publishing, 1945
- Practical Guide to the Use of the Bio-Dynamic Preparations, Rudolf Steiner Publishing, 1945
- The Earth’s Face: Landscape and Its Relation to the Health of the Soil, Faber and Faber, 1947
- Soil Fertility, Renewal and Preservation: Bio-dynamic Farming and Gardening, Asiatic Publishing House, 2006
- Bio-Dynamic Gardening and Farming: Articles, Mercury Press, 1983–1984
- Using the Bio-Dynamic Compost Preparations & Sprays in Garden, Orchard & Farm, 1984
- Ehrenfried Pfeiffer–Erika Riese: Grow a Garden and Be Self-Sufficient, Mercury Press, 1981
- Bio-Dynamics: Three Introductory Articles, Charter, 1999
- The Biodynamic Treatment of Fruit Trees, Berries and Shrubs, Biodynamic Farming & Gardening Association, 1976
- Weeds and What They Tell, Biodynamic Farming & Gardening Association, 1981

## Magyarul
- Szívelőadások; ford. Boros Mária; Magánkiadás, Ispánk, 2019 (Pfeiffer sorozat)
- Christian Rosenkreutz kémiai menyegzője. Ehrenfried Pfeiffer nyolc előadásának jegyzetei. 1947. január–május, New York, Spring Valley, Threefold Farm; ford. Boros Mária; Magánkiadás, Ispánk, 2020 (Pfeiffer sorozat)
- A biodinamikus komposzt-preparátumok és permetek alkalmazása a kertben, gyümölcsösben és a mezőgazdálkodásban; ford. Boros Mária; Magánkiadás, Ispánk, 2020 (Pfeiffer sorozat)
- Az emberiség szellemi vezetése; ford. Boros Mária; Magánkiadás, Ispánk, 2021 (Pfeiffer sorozat)
- A gyomnövények és amiről mesélnek; ford. Boros Mária; Magánkiadás, Ispánk, 2021 (Pfeiffer sorozat)

## Ajánlott irodalom
- Thomas Meyer: Egy élet a szellemért. Ehrenfried Pfeiffer, 1899–1961; kiad., bev. Thomas Meyer, ford. Kovács Éva Klára; Arkánum Szellemi Iskola, Ispánk, 2007 (Arkánum Szellemi Iskola könyvtára sorozat)